# Château de Featherstone
Le château de Featherstone, un bâtiment classé Grade I, est un grand manoir de campagne de style gothique situé sur la rive de la rivière South Tyne, à environ 3 milles au sud-ouest de la ville de Haltwhistle dans le Northumberland, en Angleterre.

## Origines médiévales
Au XIe siècle, le manoir de ce site appartient à la famille Featherstonehaugh. Elle joue un rôle important dans les batailles entre les Anglais et les Écossais. Le bâtiment est peut-être une maison-hall du XIIIe siècle et une tour Pele carrée de trois étages est ajoutée en 1330 par Thomas de Featherstonehaugh. Une enquête de 1541 révèle que la propriété est une tour en bon état, occupée par Thomas Featherstonehaugh.
Le mur d'Hadrien se trouve à environ 5 kilomètres au nord du château de Featherstone.

## Post-médiéval

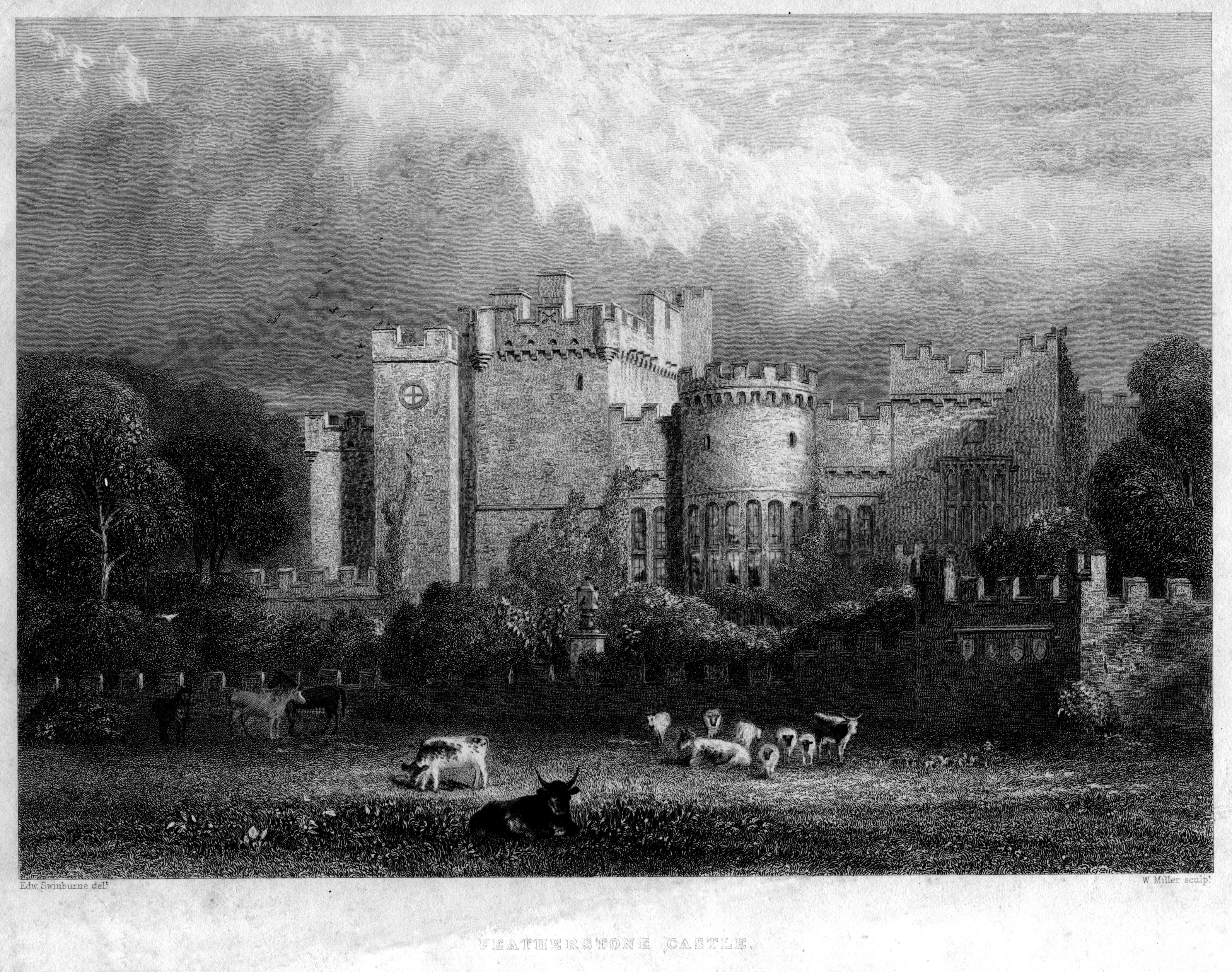
Château de Featherstone par William Miller

Au XVIIe siècle, la propriété est acquise par William Howard (père du 1er comte de Carlisle) et est rénovée et considérablement agrandie.
La maison est rachetée au comte de Carlisle en 1711 par Matthew Featherstonehaugh (1662-1762). Une enquête de 1715 révèle « une structure ancienne et bien construite ». La famille y reste jusqu'à ce que Matthew Fetherstonhaugh vende la propriété à James Wallace vers 1789. Son fils Thomas Wallace effectue d'autres modifications entre 1812 et 1830. Lord Wallace lègue le domaine à son neveu, le colonel James Hope (1807-1854), (fils du comte de Hopetoun), qui change son nom en Hope-Wallace.
Les diverses modifications apportées à la structure donnent naissance à une grande maison de campagne crénelée et complexe, de forme rectangulaire avec une cour centrale et des tours à chaque angle.

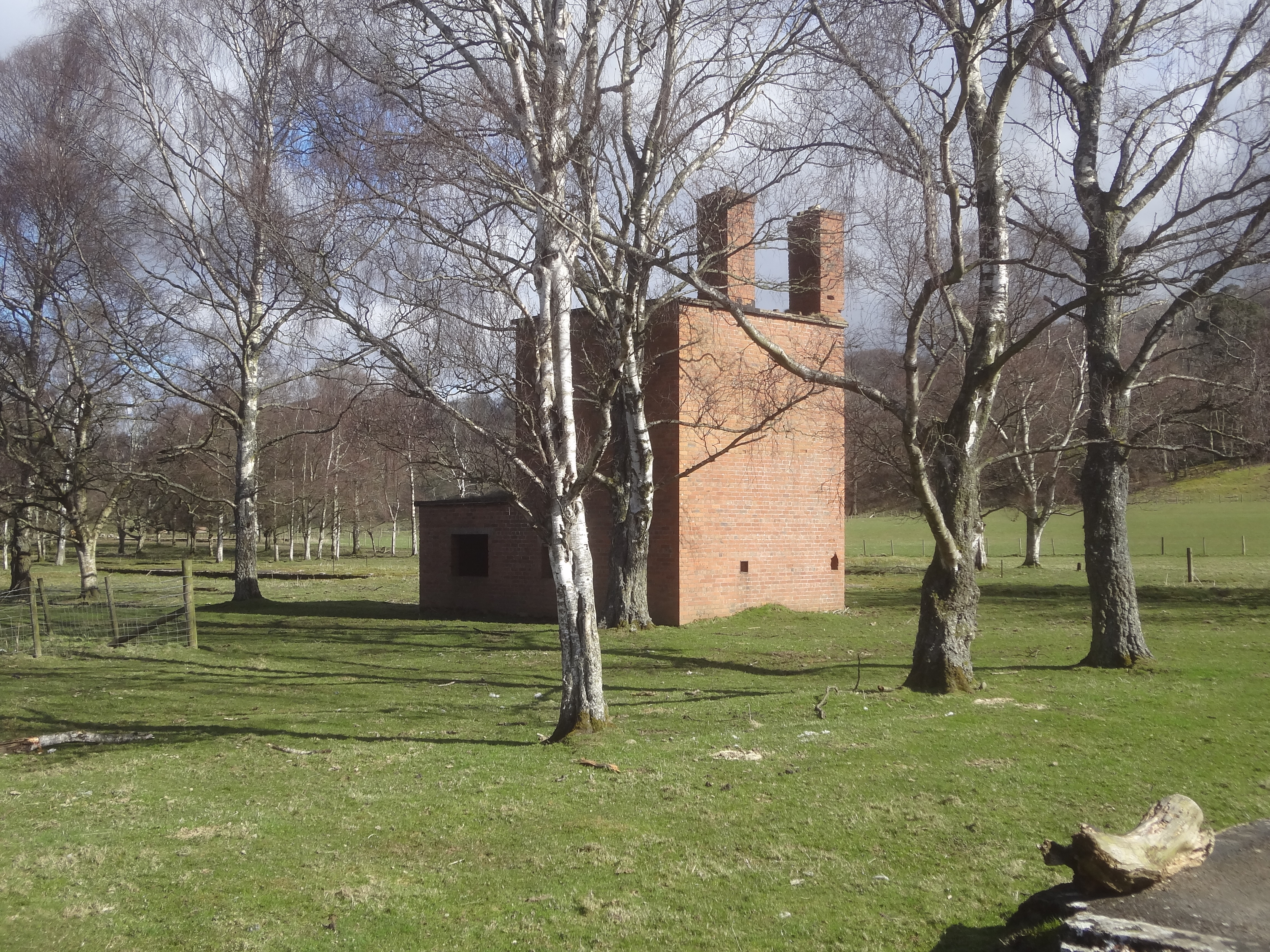
Vestiges de briques du camp de prisonniers de guerre Camp 18 à Featherstone Park, mars 2015.

En 1825, des agriculteurs travaillant sur les terres de Wydon Eals, près du château de Featherstone, découvrent ce que l'on pensait au début être un tronc de chêne enterré. Cependant, lorsqu'ils le coupent avec une hache, il s'avère qu'il s'agit d'un cercueil en chêne contenant des restes humains. Ces os se transforment progressivement en poussière lorsqu’ils sont exposés à l’atmosphère. Les restes de quatre autres cercueils en bois sont découverts dans la même zone. Ces cercueils en rondins appartiendraient au début de la période médiévale, et des exemples similaires ont été trouvés dans le nord et l'est de l'Angleterre.
Pendant la Seconde Guerre mondiale, au bord de la rivière South Tyne et s'étendant sur un kilomètre et demi du parc Featherstone, se trouve le Camp 18, un camp de prisonniers de guerre qui abrite 7 000 officiers allemands après 1945,. Certains vestiges du camp sont encore visibles sur le terrain du château de Featherstone. Le camp ferme ses portes le 15 mai 1948. Une plaque commémorative est érigée à l'ancienne entrée du camp en 1982.

## Utilisation moderne

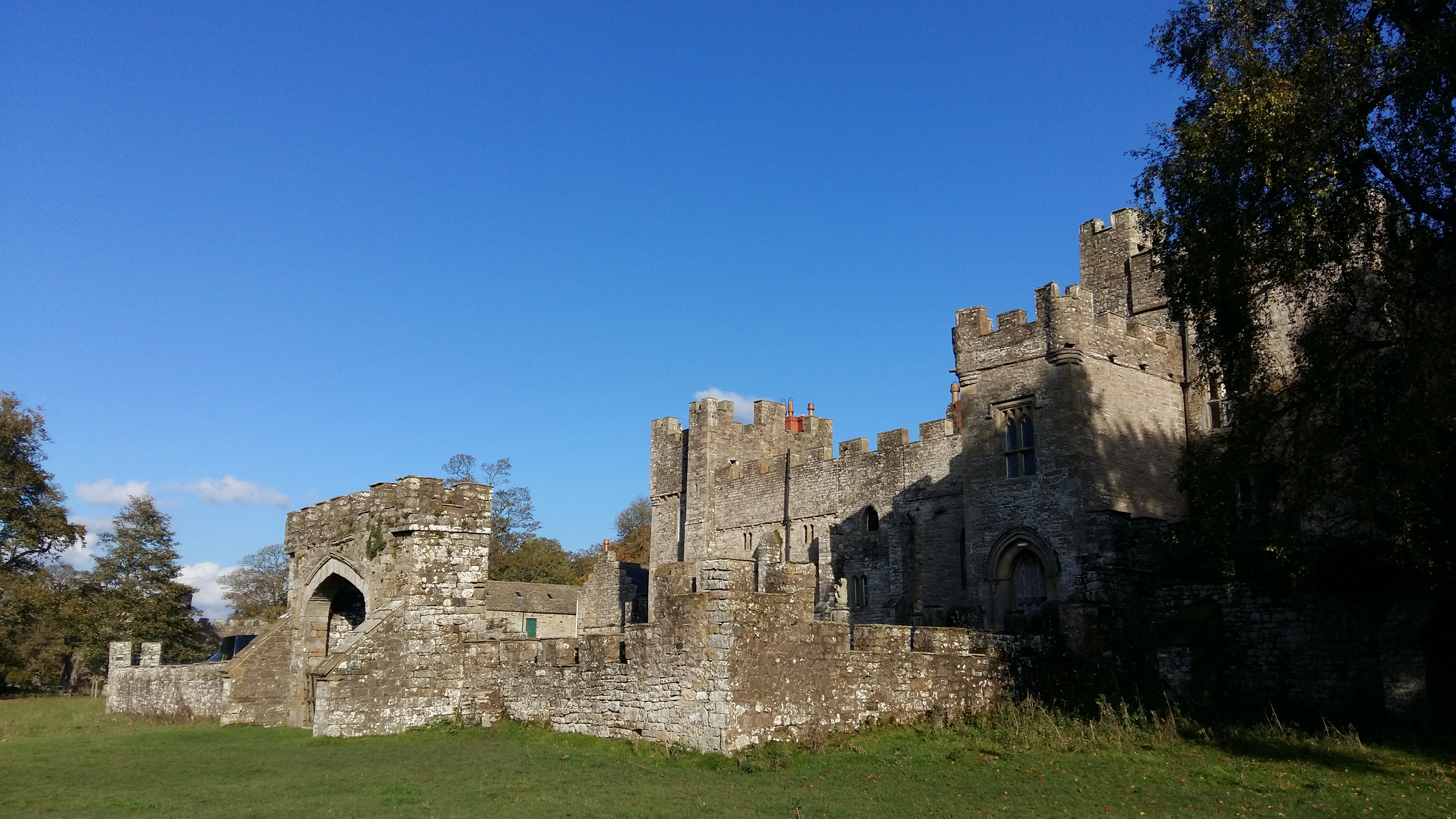
Château de Featherstone en octobre 2016.

La propriété est vendue en 1950 et devient une école préparatoire pour garçons, connue sous le nom de Hillbrow School, du nom de la maison où elle a été initialement établie près de Rugby School dans les Midlands. Hillbrow est alors installé à Overslade House, qui a été endommagée par une mine terrestre en 1940. En 1961, l'école déménage dans de nouveaux locaux à Ridley Hall, dans le Northumberland, et le château de Featherstone est converti en centre résidentiel de conférence et d'activités pour les jeunes et les étudiants.